# Palazzo Potenziani Fabri
Il Palazzo Potenziani Fabri è un palazzo di Rieti. Sito in via dei Crispolti, si erge sul bordo dell'altura rocciosa su cui è edificato il centro storico, e il suo profilo domina la visuale sud della città.

## Storia

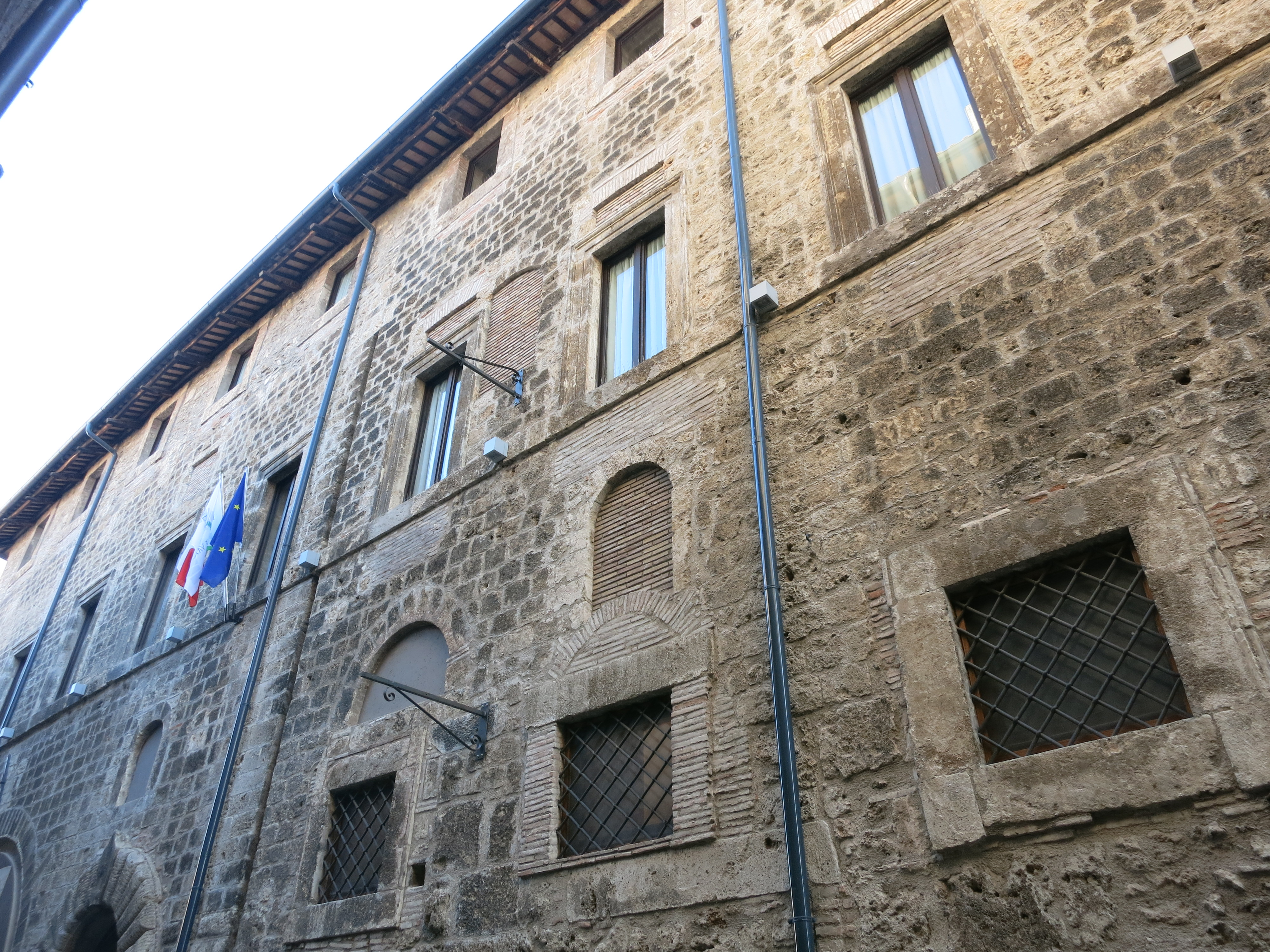
Dettaglio della facciata

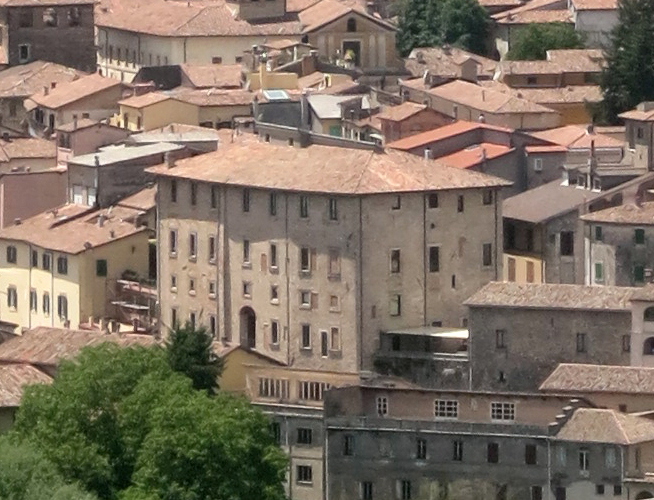
Il retro del palazzo visto da Colle San Mauro

Il nucleo originario del palazzo risale al XIII secolo e consisteva di più fabbricati separati, di proprietà della famiglia Pasimelli, che mostrano i segni delle riparazioni successive al terremoto del 30 novembre 1298. Alla gestione dei Pasimelli risalgono gli affreschi decorativi di due sale al primo piano, e il soffitto ligneo a cassettoni (XV secolo) di una sala al piano terra. Nel XVI secolo i vari edifici furono acquistati dalla famiglia Fabri e nel corso del Seicento furono fusi in un unico complesso.
Ad inizio Ottocento la proprietà del palazzo era divisa tra vari proprietari tra cui i Potenziani, famiglia di possidenti terrieri, che lo usava come sede di uffici amministrativi e, nel sottotetto, come magazzino di scorte alimentari (tanto che il palazzo veniva indicato come granaio Potenziani).

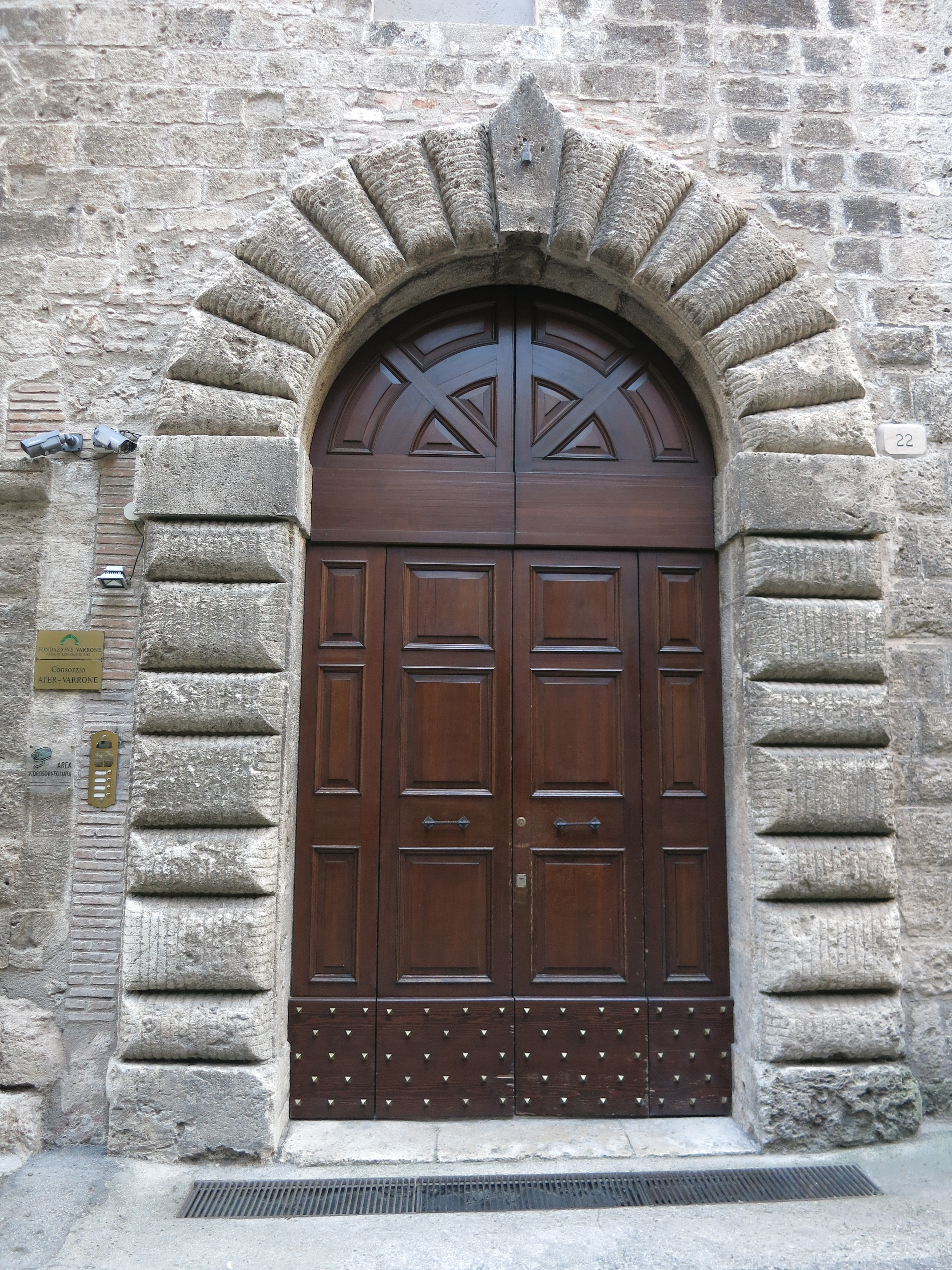
Il portale principale

Caduto in un progressivo degrado, il palazzo rimase di proprietà della famiglia fino al 1979, anno in cui la Cassa di Risparmio di Rieti lo acquistò dagli eredi di Ludovico Spada Veralli Potenziani, ultimo principe del casato. L'architetto Riccardo Pacini portò avanti un impegnativo intervento di recupero e restauro, che ha permesso di salvaguardare gli affreschi all'interno e di restituire alle facciate il loro antico aspetto, rimuovendo gli intonaci e riportando alla luce la pietra originale.
Dal 2001 è di proprietà della Fondazione Varrone, che qui ha collocato la propria sede e lo utilizza per mostre e conferenze. Dal 1982 fino al 2012 è stata sede della Biblioteca Benedetto Riposati, oggi Biblioteca Fondazione Varrone, che dal 2012 è stata ricollocata nella nuova sede delle "Officine Fondazione Varrone" in Largo San Giorgio.